# Campionati mondiali di sollevamento pesi 2018 - 61 kg maschile
Le gare di sollevamento pesi della categoria fino a 61 kg maschile — pesi gallo — dei campionati mondiali del 2018 si sono svolte dal 1ª al 3 novembre 2018 ad Aşgabat presso la Weightlifting Arena dell'Aşgabat Olympic Complex.
Bünyamin Sezer, inizialmente classificatosi al 16º posto, venne squalificato nel novembre 2021 – tre anni dopo la conclusione dei campionati – fino al novembre 2023 per la presenza del metabolita dello stanozololo nelle controanalisi delle provette; il 16º posto ottenuto nel mondiale fu annullato.

## Programma
L'orario indicato corrisponde a quello turkmeno (UTC+05:00)
| Data             | Orario | Evento   |
| ---------------- | ------ | -------- |
| 1º novembre 2018 | 19:00  | Gruppo C |
| 2 novembre 2018  | 14:25  | Gruppo B |
| 3 novembre 2018  | 17:25  | Gruppo A |

## Medagliati
Per ciascun esercizio, i primi tre classificati sono i seguenti:
| Esercizio | Oro             | Oro    | Argento   | Argento | Bronzo             | Bronzo |
| --------- | --------------- | ------ | --------- | ------- | ------------------ | ------ |
| Strappo   | Eko Yuli Irawan | 143 kg | Li Fabin  | 142 kg  | Qin Fulin          | 139 kg |
| Slancio   | Eko Yuli Irawan | 174 kg | Qin Fulin | 169 kg  | Francisco Mosquera | 169 kg |
| Totale    | Eko Yuli Irawan | 317 kg | Li Fabin  | 310 kg  | Qin Fulin          | 308 kg |

## Record
Prima di questa competizione, i record mondiali esistenti erano i seguenti:
| Record mondiale | Strappo | Mondiale standard | 144 kg | — | 1º novembre 2018 |
| Record mondiale | Slancio | Mondiale standard | 173 kg | — | 1º novembre 2018 |
| Record mondiale | Totale  | Mondiale standard | 312 kg | — | 1º novembre 2018 |

## Risultati
| Pos. | Atleta                        | Gr. | Peso atleta | Strappo (kg) | Strappo (kg) | Strappo (kg) | Strappo (kg) | Slancio (kg) | Slancio (kg) | Slancio (kg) | Slancio (kg) | Totale   |
| Pos. | Atleta                        | Gr. | Peso atleta | 1            | 2            | 3            | Pos.         | 1            | 2            | 3            | Pos.         | Totale   |
| ---- | ----------------------------- | --- | ----------- | ------------ | ------------ | ------------ | ------------ | ------------ | ------------ | ------------ | ------------ | -------- |
|      | Eko Yuli Irawan (INA)         | A   | 60.87       | 137          | 141          | 143          |              | 165          | 170          | 174          |              | 317      |
|      | Li Fabin (CHN)                | A   | 60.69       | 133          | 138          | 142          |              | 160          | 165          | 168          | 4            | 310      |
|      | Qin Fulin (CHN)               | A   | 60.83       | 135          | 135          | 139          |              | 165          | 169          | 172          |              | 308      |
| 4    | Francisco Mosquera (COL)      | A   | 60.99       | 130          | 135          | 137          | 6            | 167          | 169          | 172          |              | 304      |
| 5    | Thạch Kim Tuấn (VIE)          | A   | 60.61       | 135          | 139          | 139          | 5            | 163          | 163          | 167          | 6            | 298      |
| 6    | Adkhamjon Ergashev (UZB)      | A   | 60.31       | 132          | 133          | 136          | 4            | 157          | 160          | 166          | 10           | 293      |
| 7    | Shota Mishvelidze (GEO)       | A   | 60.49       | 130          | 135          | 139          | 7            | 155          | 155          | 158          | 9            | 293      |
| 8    | Yōichi Itokazu (JPN)          | B   | 60.88       | 125          | 129          | 132          | 9            | 155          | 160          | 162          | 8            | 292      |
| 9    | Antonio Vázquez (MEX)         | A   | 60.90       | 120          | 120          | 120          | 18           | 166          | 169          | 170          | 5            | 286      |
| 10   | Henadz' Lapceŭ (BLR)          | A   | 60.87       | 128          | 132          | 132          | 10           | 151          | 151          | 151          | 16           | 283      |
| 11   | Han Myeong-mok (KOR)          | B   | 60.90       | 132          | 136          | 136          | 8            | 150          | 155          | 155          | 18           | 282      |
| 12   | Cristhian Zurita (ECU)        | B   | 60.53       | 125          | 130          | 130          | 11           | 147          | 151          | 153          | 15           | 281      |
| 13   | Nestor Colonia (PHI)          | B   | 60.39       | 120          | 125          | 125          | 15           | 153          | 160          | 162          | 7            | 280      |
| 14   | Surahmat Wijoyo (INA)         | B   | 60.91       | 117          | 121          | 124          | 12           | 150          | 150          | 154          | 11           | 278      |
| 15   | Kao Chan-hung (TPE)           | B   | 60.63       | 120          | 123          | 126          | 13           | 147          | 150          | 153          | 13           | 276      |
| 16   | Luis García (DOM)             | B   | 60.69       | 120          | 120          | 124          | 17           | 153          | 157          | 157          | 12           | 273      |
| 17   | Hiroaki Takao (JPN)           | C   | 60.84       | 118          | 122          | 125          | 14           | 147          | 150          | 150          | 17           | 272      |
| 18   | José Montes (MEX)             | B   | 60.66       | 117          | 120          | 123          | 16           | 152          | 155          | 155          | 14           | 272      |
| 19   | Davide Ruiu (ITA)             | B   | 60.67       | 113          | 117          | 120          | 20           | 144          | 147          | 147          | 22           | 261      |
| 20   | Patiphan Bupphamala (THA)     | C   | 60.89       | 113          | 117          | 117          | 19           | 135          | 140          | 143          | 23           | 260      |
| 21   | Wilkeinner Lugo (VEN)         | B   | 60.90       | 115          | 118          | 121          | 22           | 145          | 145          | 150          | 19           | 260      |
| 22   | Mahammad Mammadli (AZE)       | C   | 60.97       | 112          | 116          | 120          | 21           | 139          | 142          | 145          | 24           | 258      |
| 23   | Jon Luke Mau (GER)            | C   | 60.95       | 108          | 108          | 112          | 23           | 138          | 141          | 144          | 21           | 256      |
| 24   | Julio Acosta (CHI)            | C   | 60.82       | 111          | 115          | 115          | 25           | 140          | 144          | 147          | 20           | 255      |
| 25   | Chiang Nien-en (TPE)          | C   | 60.28       | 108          | 112          | 112          | 24           | 140          | 140          | 140          | 25           | 252      |
| —    | Ferdi Hardal (TUR)            | B   | 60.98       | 120          | 120          | 120          | —            | 140          | 140          | 140          | 26           | —        |
| DSQ  | Bünyamin Sezer (TUR)          | A   | 60.97       | 129          | 134          | 136          | —            | 145          | 145          | 145          | —            | —        |
| —    | Alain Andriantsitohaina (MAD) | C   | ritirato    | ritirato     | ritirato     | ritirato     | ritirato     | ritirato     | ritirato     | ritirato     | ritirato     | ritirato |
| —    | Stojan Enev (BUL)             | C   | ritirato    | ritirato     | ritirato     | ritirato     | ritirato     | ritirato     | ritirato     | ritirato     | ritirato     | ritirato |
| —    | Omarguly Handurdyýev (TKM)    | C   | ritirato    | ritirato     | ritirato     | ritirato     | ritirato     | ritirato     | ritirato     | ritirato     | ritirato     | ritirato |